# Roncus caralitanus
Roncus caralitanus är en spindeldjursart som beskrevs av Giulio Gardini 1981. Roncus caralitanus ingår i släktet Roncus och familjen helplåtklokrypare. Inga underarter finns listade i Catalogue of Life.